# Websterville
Websterville fue un lugar designado por el censo ubicado en el condado de Washington en el estado estadounidense de Vermont. En el año 2010 tenía una población de 550 habitantes.